# Antun Bauer
Antun Bauer (tudi Antonio Bauer), hrvaški teolog, rimskokatoliški duhovnik, zagrebški nadškof, * 11. februar 1856, Breznica v Varaždinski županiji, Hrvaška, † 7. december 1937, Zagreb
Bauer je bil rektor Univerze v Zagrebu v študijskem letu 1906/07, nadškof Zagreba (1914–1937) in profesor filozofije in apologetike na Katoliški teološki fakulteti. 